# Слияние АФЛ и НФЛ
Слияние АФЛ и НФЛ (Англ. AFL–NFL merger) было слиянием двух основных профессиональных американских футбольных лиг в Соединенных Штатах того времени: Национальная футбольная лига (НФЛ) и Американской футбольной лиги (AФЛ). Это стало важнейшим моментом истории американского футбола и проложило путь к тому, что объединенная лига, сохранившая название и логотип «Национальная футбольная лига», стала самой популярной спортивной лигой в Соединенных Штатах. О слиянии было объявлено вечером 8 июня 1966 года. В соответствии с соглашением о слиянии, лиги поддерживали отдельные графики регулярного чемпионата на следующие четыре сезона - с 1966 по 1969 год, а затем официально объединились перед сезоном 1970 года, чтобы сформировать одну лигу с двумя конференциями.

## История

### 1960 - 1965: начало эры двух лиг
АФЛ была создана в 1960, в то время как эра НФЛ уходила в начала 20 века и первоначально считалась, что АФЛ это лишь вторая лига, которая неспособна конкурировать с НФЛ. Первые шесть лет АФЛ (1960 - 1965), НФЛ тотально избегала намеков на игры с АФЛ, думая, что будет такой разгром, что матч смотреть будет неинтересно.
Руководители АФЛ пытались достичь права играть с НФЛ . Первая серьезная победа АФЛ была, когда в середине 1960-х NBC подписали много-миллионый контракт с АФЛ, что не понравилась руководству НФЛ (что в конечном итоге привидет к тому, что Первый финал АФЛ-НФЛ будут транслировать NBC и CBS, единственный раз в истории два телеканала транслировали Супербоул) .

### 1965 - 1967: первые Супербоулы и неудачи АФЛ
Первые намёки на слияние пошли в межсезонье 1965 и 1966 . Подписание командой Нью-Йорк Джетс отличных игроков, в том числе будущего чемпиона мира Джо Намата и последующих хороших игроков, а также увеличение просмотров матчей АФЛ, вынудили НФЛ согласиться со слиянием лиг и официально объявить об этом 8 июня 1966. Слияние приведёт к матчам, сегодня известным, как Супербоул, чемпион НФЛ играет против чемпиона АФЛ.
Впрочем, несмотря на статус матча "Финала Чемпионата Мира" многие в НФЛ все ещё презирали АФЛ и перед первыми двумя Супербоулами (тогда названным "Чемпионат Мира: АФЛ против НФЛ") игроки команд НФЛ заявляли, что более важно выиграть Чемпионскую игру НФЛ, а не Супербоул.
В первом Супербоуле играли Грин-Бей от НФЛ и Канзас-Сити от АФЛ, главный тренер Грин-Бей, Винс Ломбарди находился под жутким давлением, ведь ему нужно было доказать превосходство НФЛ. В то, время, как игроков Чифс "тошнило в раздевалке и они были напуганы до смерти", игроки Грин-Бей волновались за возможную ответственность, в случаи поражения в матче. В итоге Грин-Бэй победил 35:10, фактически "поставив АФЛ на место".
Год спустя НФЛ снова подтвердил статус лучшей лиги мира, когда в Супербоуле II (тогда названным "Чемпионат Мира 2: АФЛ против НФЛ") команда НФЛ, снова Пэкерс победили команду АФЛ, Рэйдерс, со счетом 33:14.

### 1968 - 1970: первая победа АФЛ и объединение лиг
В Супербоуле III играли Колтс и Джетс. Матч стал одним из самых больших спортивных потрясений в истории Америки. Многие гарантировали легкую победу Колтс, ведь в финале НФЛ, Колтс уничтожили Браунс 34:0.
Джетс шокировали НФЛ, победив 16:7 и став первой командой АФЛ, которая выиграла Супербоул. Победа Джетс ещё больше убедила НФЛ, что слияние с АФЛ должно произойти.
Сезон 1969, года стал последним сезоном с двумя лигами, перед тем, как произошло слияние в 1970. И Супербоул IV и Супербоул V выиграли команды АФЛ, или команды начавшие свой путь в АФЛ.

## Последствия
Слияние положило путь к современной НФЛ, как самой популярной лиги Северной Америки, хотя НФЛ была популярна и до слияние, считается, что именно после него, Финал Чемпионата (Супербоул) стал самым просматриваемым событием Северной Америки. Существовало много лиг, таких как XFL, WFL, USFL и другие, но они никогда не были даже близки к уровню НФЛ.
Несколько команд были добавлены к НФЛ, гораздо позже, чем произошло слияние, в период с 1995 по 2002 были добавлены Тексанс, Рэйвенс, Пантерз и другие.